# Gonzo (Band)
Gonzo war eine schwäbische Rockband aus Stuttgart.

## Geschichte
Gonzo trat im Sommer 1989 in Backnang erstmals live auf, und zwar beim Musikwettbewerb „Talente ans Mikrofon“ vom SDR.
1993 spielte Gonzo live auf der IGA 1993 in Stuttgart, zusammen mit Wolle Kriwanek und Grachmusikoff. In der folgenden Zeit trat sie hin und wieder im regionalen Radio und TV auf. In dieser Zeit veröffentlichte die Band auch ihr erstes Album Transpirativ bei dem Label On Air Records mit dem Produzenten „Vinnie Meyer“ alias Dieter Streck vom SDR. Die zweite CD wird 1995 von Frank Rössler (Keyboarder bei Sinner) co-produziert.
Seit der dritten CD En Dein’r Näh 1999 produziert die Band ihre Alben in Eigenregie. Vertriebslizenzen werden an verschiedenen Musikverlage vergeben.
1997 war Gonzo Teil der Ausstellung und des Begleitbandes „Schwabenbilder - Zur Konstruktion eines Regionalcharakters“ des Ludwig-Uhland-Instituts für Empirische Kulturwissenschaft der Universität Tübingen (Seite 176ff.).
2003 gewann die Band den ersten Platz beim SWR4-Wettbewerb „es funkt“ mit ihrem Beitrag „Böblingen-Hymne“. 2004 feierte man 15 Jahre Gonzo. Es folgte eine Tour durch Baden-Württemberg mit einem Querschnitt der bekanntesten Lieder der 15-jährigen Bandgeschichte. 2008 steuerte Gonzo zu einer „Fan-Songs“-CD der Stuttgarter Kickers eine „Kickers Hymne“ mit dem Titel „Mir send Blaue“ bei. 2011 komponierte Gonzo die Hymne „Musberger Ringerlied“ für die Ringer des Bundesligavereines TSV Musberg.
2013 löste sich die Band auf. 2014 gründete Ex-Bandmitglied Olli Petersen unter dem Pseudonym „Olli Zischt“ die Rocktheaterformation Odeng.

## Diskografie
- 1993: Transpirativ
- 1995: Schwobaland
- 1999: En Dein'r Näh
- 2003: Gonzo live (Live-2CD)
- 2008: Weit, weit weg
- 2010: 20 Jahre live (DVD)